# Frente de Liberación Homosexual
El Frente de Liberación Homosexual (FLH; hereu del Grupo Nuestro Mundo, fundat el 1969) va ser una associació de defensa dels drets dels homosexuals de tendència d'esquerres i revolucionària, fundat al barrio de Once de Buenos Aires a l'estat d'Argentina el 1971. Ja va patir l'agressió de milícies d'extrema dreta des de 1974. Finalment va ser dissolt per mor de la repressió després del Cop d'estat a l'Argentina de 1976.

## Història
El Grupo Nuestro Mundo, antecedent immediat del FLH, va ser fundat en una casa de veïns de la rodalia de Buenos Aires per un grup d'homosexuals de classe baixa, principalment activistes sindicals. El seu líder i els altres fundadors eren exmilitants comunistes foragitats per llur preferència sexual. Aquest grup reformista va actuar contra la repressió brutal per la policia i repartir butlletins de premsa reivindicant l'alliberament homosexual durant gairebé dos anys. Era llur principal activita, no era un moviment polític.
El 1971 el Grupo Nuestro Mundo es va trobar amb un grup intel·lectuals què, inspirats en el Gay Power nord-americà, van crear una agrupació nova; a la fundació hi van acudir intel·lectuals com ara Manuel Puig, Juan José Sebreli, Blas Matamoro, Néstor Perlongher i Anabitarte. S'hi van afegir els grup Profesionales (encarregat de l'elaboració del material teòrico i d'una enquesta malmesa sobre homosexualitat), Safo (lesbianes), Bandera Negra (anarquistes) i Emanuel (cristians).
A més dels intel·lectuals que la van fundar, el FLH va arribar a un centenar de membres al seu apogeu, gairebé tots pertanyents a les classes de baix nivell econòmic entre setembre de 1972 i agost de 1973.
Els membres del FLH pagaven una petita quota mensual. Aquests aports, sumats a la recaptació provinent de l'organització de festes per a l'ambient gai, servien per les publicacions, materials, i fins i tot per enviar queviures o estris a homosexuals presos. Els activistes s'agrupaven en cèl·lules de fins a deu persones, sense incloure-ne els simpatitzants externs.
Si bé gairebé totes les accions es van fer a Buenos Aires, també en van fer algunes a Mar del Plata, i tenien simpatitzants a Mendoza i Córdoba.
Durant l'anomenat Procés de Reorganització Nacional, la dictadura militar dels anys posteriors, molts homosexuals desapareixeren i van ser objecte d'especial acarnissament pels seus segrestadors als centres clandestins de detenció, al mateix nivell que el que patiren els detinguts d'origen jueu. José López Rega (1916-1989), home de confiança de Juan Perón, va demanar l'extermini dels homosexuals. Pretenia que la seva visibilitat dels gais era l'obra del «marxisme internacional», amb això el FLH es va retreure en la clandestinitat. Uns mesos més tard, el març de 1976, els agents de policia van rebre l'ordre d'"espantar els homosexuals dels carrers".Per aquest context advers els darreres integrants del FLH van decidir de tancar les activitats el 1976. Hi ha hagut una refundació efímera de l'agrupació fora de l'Argentina que no va tenir, però, cap projecció.

## Ideologia
El FLH, al llarg dels cinc anys d'existència, va pendular, ideològicament, entre el peronisme anomenat d'esquerres (Montoneros, JP, etc.) i el comunisme. Originalment, l'agrupació va pretendre ser un moviment d'opinió de tendència marxista, amb el temps i l'ingrés d'estudiants universitaris ideològicament d'esquerres i fins i tot anarquistes, va esdevenir un grup d'agitació més operatiu. Van optar per una organització poc jeràrquica, per evitar el biaix de l'autoritarisme. Els diferents grups que componien tenien una llarga autonomia.
Al seu primer Butlletí, que reflectia el debat intern del FLH, es reclamava per una banda que les forces revolucionàries del moment incorporaren als seus programes de lluita les reivindicacions del camp homosexual, alhora que també, en una altra secció, s'escrivia críticament sobre les experiències de les revolucions socialistes en relació amb el seu col·lectiu.
També van entaular relacions amb agrupacions feministes de l'època, com ara la Unión Feminista Argentina i el Movimiento de Liberación Femenina.

## Rebuig de les agrupacions armades
Amb motiu de l'assumpció presidencial del candidat peronista Héctor José Cámpora, el 25 de maig de 1973, durant una manifestació de suport, l'entrada del FLH a la Plaça de Maig, la primera aparició pública d'aquesta organització, els seus militants foren rebuts amb crits de «¡No somos putos, no somos faloperos, somos soldados de FAR i Montoneros!».

## Publicacions
L'any 1972, en un esforç per aprofitar la insatisfacció de la ciutadania amb el govern, el Frente de Liberación Homosexual va fer una campanya de propaganda amb volants en paper de color distribuïts als espais públics. Cada fullet tenia la forma d'un puny aixecat juntament amb un eslògan. Així volien fomentar empatia cap als gais equiparant la repressió dels homosexuals amb la repressió política en general.
- Homosexuales . Només en va parèixer un número el juny de 1973.
- Somos Van parèixer vuit números de la reviste, de desembre de 1973 fins gener de 1976. Va ser editada en forma clandestina en tirades de prop a cinc-cents exemplars fotocopiats i distribuïts a mà.
- Sexo y Liberación un document d'anàlisi marxista sobre sexualitat i alliberament.

## Eslògans
Alguns dels eslògans del FLH van ser:
- Amar y vivir libremente en un país liberado.
- El machismo es el fascismo de entrecasa.
- Machismo = Fascismo.
- Para que reine en el pueblo el amor y la igualdad (lema que duia la pancarta del FLH el 25 de maig de 1973, quan van ser rebuigat i insultats pels militants de FAR i Montoneros. És una cita de la Marxa Peronista).
- Por el derecho a disponer del propio cuerpo.
- Soltáte.